# Barbula semirosulata
Barbula semirosulata är en bladmossart som beskrevs av Richard Henry Zander 1993. Barbula semirosulata ingår i släktet neonmossor, och familjen Pottiaceae. Inga underarter finns listade i Catalogue of Life.